# Star Wars: Battlefront II
Star Wars: Battlefront II is een first- en third-person shooter ontwikkeld door Pandemic Studios voor op de Xbox, PlayStation 2, PSP en Windows. Het spel is in Europa uitgebracht door LucasArts op 31 oktober 2005 pegi 12+
Battlefront II is het vervolg op het spel Star Wars: Battlefront en bevat een aantal nieuwe voertuigen, troepen, gebieden en wapens. Battlefront II geeft ook de mogelijkheid om space battles (ruimtegevechten) te spelen.

## Gameplay
In Battlefront II kan de speler kiezen tussen Campaign-verhaallijn, Instant Action, Conquest Mode en een training. Bij Instant Action en Conquest Mode kan er gekozen worden tussen de facties: Galactische Republiek, Confederacy of Independent Systems, Rebellenalliantie en het Galactisch Keizerrijk. De Planeten waarop gevechten worden gehouden zijn onder andere Kashyyyk, Tatooine, Yavin 4, Geonosis en Hoth. Boven meerdere planeten zoals Hoth, Yavin IV en Felucia kunnen ook ruimtegevechten gehouden worden.
- Bij de campaign is de speler een Clone Trooper uit het 501e Legioen. De speler begint als Clone Trooper die vecht voor de Galactische Republiek. Vanaf het punt dat Anakin alle jedi in de jeditempel dood, gaat de speler verder als Imperial Stormtrooper en vecht tegen de Rebellenalliantie.
- Bij Instant Action kan de speler gewoon een map kiezen, wat voor soort type spel zoals Capture the Flag, Conquest, of Assault, en het spel starten. De Speler kan hier uit 6 verschillende soorten troepen kiezen en naarmate het puntenaantal stijgt, de taak van jedi op zich nemen.
- Bij Conquest Mode speelt de speler tegen de computer. De speler heeft macht over de vloot en heeft het doel om alle planeten te veroveren en de vijand uit het melkwegstelsel te drijven.
- In de training leert de speler omgaan met de controls en leert hoe alles werkt. De speler leert hoe je granaten gooit, schiet en hoe voertuigen gebruikt worden.

## Xbox Live
Op Xbox Live kan speciale content gedownload worden met daarin vier nieuwe gebieden (Rhen Var Harbor, Rhen Var Citadel, Yavin 4 Massassi Arena en Bespin Cloud City) en 2 nieuwe jedi's (Kit Fisto en Asajj Ventress).

## De helden en schurken
| - Luke Skywalker - Prinses Leia - Han Solo - Chewbacca - Mace Windu - Yoda - Aayla Secura - Obi-Wan Kenobi - Ki-Adi-Mundi extra download: - Kit Fisto | - Graaf Dooku - Darth Vader - Anakin Skywalker - De Keizer - Generaal Grievous - Darth Maul - Boba Fett - Jango Fett extra download: - Asajj Ventress |